# Mycomya fimbriata
Mycomya fimbriata es una especie de mosquito del género Mycomya, familia Mycetophilidae, orden Diptera.

## Distribución
Se distribuye por Europa: Noruega, Reino Unido, Finlandia, Suecia, Países Bajos, Estonia, Italia y Alemania.

## Taxonomía
Fue descrita por Meigen en 1818.
Tratamiento taxonómico
La especie aparece registrada y publicada en Systematische Beschreibung der bekannten europäischen zweiflügeligen Insekten. Erster Theil. F.W. Forstmann, Aachen. xxxvi + 332 + [1] pp.